# Madonna del Ghisallo
Madonna del Ghisallo, voluit Santuario della Madonna del Ghisallo, is een kerkje uit 1632 op het grondgebied van de gemeente Magreglio, boven op de heuvel Ghisallo, nabij het Comomeer in Italië. Het is vernoemd naar een legendarische Mariaverschijning en is beroemd als bedevaartsoord voor het wielrennen in Italië. Het ligt langs de route van de Ronde van Lombardije, ongeveer halverwege de plaatsen Canzo en Regatola (op de landpunt in het meer) en op 50 kilometer van de stad Varese.
Volgens de legende werd in de Middeleeuwen graaf Ghisallo aangevallen door struikrovers, toen hij een verschijning van Maria zag, op een altaar. Hij rende erheen en werd gered van de rovers. Madonna del Ghisallo werd patroonheilige van reizigers.
In 1949 werd Madonna del Ghisallo, op voorstel van de priester Ermelindo Viganò, door paus Pius XII uitgeroepen tot beschermheilige van wielrenners. Sindsdien wordt het kerkje bezocht door wielertoeristen. In het kerkje brandt een eeuwige vlam voor gestorven renners. Voor de deur van de kerk staat een standbeeld van Fausto Coppi dat in 1960 werd onthuld, alsmede een standbeeld van Gino Bartali, twee kampioenen van weleer. Op 31 mei 2006 werd de laatste - door paus Benedictus XVI gezegende - steen gelegd voor een wielermuseum, dat naast de kapel werd gebouwd. In het museum zijn wieleraandenken te vinden: racefietsen, biografieën en foto's, tricots van winnaars en wat dies meer zij. Ook de verwrongen fiets waarmee streekrenner Fabio Casartelli verongelukte, is hier aanwezig. Herinneringen aan Nederlandse mannelijke renners alhier: Joop Zoetemelk, een regenboogtrui van Hennie Kuiper en een roze trui van voormalig Girowinnaar Tom Dumoulin. In 2014 heeft Marianne Vos (drievoudig Girowinnaar) een van haar roze truien gedoneerd aan het museum.
De heuvel Ghisallo (754 m) is, in de huidige route van de Ronde van Lombardije, het begin van het einde: een lange, steile klim, op circa 50 km van de eindstreep. Het gemiddelde stijgingspercentage is wat misleidend: slechts 5,2%. Grote kronkelige stukken hebben daarentegen stijgingspercentages die oplopen tot een venijnige 11%. Traditiegetrouw worden de klokken van de kapel geluid wanneer de renners de top passeren.